# Gianni Manfrin
Gianni Manfrin (Este, 13 agosto 1993) è un calciatore italiano, difensore svincolato.

## Carriera
Dopo essere cresciuto nel settore giovanile del Chievo, inizia la sua carriera professionistica al Modena, dove si trasferisce in compartecipazione nel 2013, che viene poi rinnovata anche nella stagione successiva. Dopo essere stato riscattato dal club veneto, il 10 luglio 2015 passa in prestito biennale con diritto di riscatto all'Alessandria, scendendo così in Lega Pro. Il 29 luglio 2017 viene ceduto in prestito annuale alla Reggiana. Dall'estate 2018 rimane senza contratto e nel gennaio 2019 torna a Verona ingaggiato dal terzo club cittadino della Virtus Verona. Rimasto svincolato, dopo il ripescaggio rinnova col club rossoblù per un altro anno. Nel settembre 2020 rinnova per il terzo anno con la squadra di Borgo Venezia. Nell'autunno 2020 rimane vittima di un grave infortunio e scaduto il contratto rimane inattivo, salvo essere ingaggiato di nuovo dal club di Borgo Venezia nel gennaio 2022.

## Statistiche

### Presenze e reti nei club
Statistiche aggiornate al 4 maggio 2025.
| Stagione             | Squadra              | Campionato           | Campionato | Campionato | Coppe nazionali | Coppe nazionali | Coppe nazionali | Coppe continentali | Coppe continentali | Coppe continentali | Altre coppe | Altre coppe | Altre coppe | Totale | Totale |
| Stagione             | Squadra              | Comp                 | Pres       | Reti       | Comp            | Pres            | Reti            | Comp               | Pres               | Reti               | Comp        | Pres        | Reti        | Pres   | Reti   |
| -------------------- | -------------------- | -------------------- | ---------- | ---------- | --------------- | --------------- | --------------- | ------------------ | ------------------ | ------------------ | ----------- | ----------- | ----------- | ------ | ------ |
| 2013-2014            | Modena               | B                    | 28+1       | 0+1        | CI              | 1               | 0               | -                  | -                  | -                  | -           | -           | -           | 30     | 1      |
| 2014-2015            | Modena               | B                    | 19+2       | 0          | CI              | 1               | 0               | -                  | -                  | -                  | -           | -           | -           | 22     | 0      |
| Totale Modena        | Totale Modena        | Totale Modena        | 47+3       | 0+1        |                 | 2               | 0               |                    | -                  | -                  |             | -           | -           | 52     | 1      |
| 2015-2016            | Alessandria          | LP                   | 8          | 0          | CI+CI-LP        | 2+1             | 0               | -                  | -                  | -                  | -           | -           | -           | 11     | 0      |
| 2016-2017            | Alessandria          | LP                   | 12+5       | 0          | CI+CI-LP        | 2+0             | 0               | -                  | -                  | -                  | -           | -           | -           | 19     | 0      |
| Totale Alessandria   | Totale Alessandria   | Totale Alessandria   | 20+5       | 0          |                 | 5               | 0               |                    | -                  | -                  |             | -           | -           | 30     | 0      |
| 2017-2018            | Reggiana             | C                    | 16+5       | 0+1        | CI+CI-C         | 2+0             | 0               | -                  | -                  | -                  | -           | -           | -           | 23     | 1      |
| gen.-giu.2019        | Virtus Verona        | C                    | 15+2       | 3          | CI-C            | -               | -               | -                  | -                  | -                  | -           | -           | -           | 17     | 3      |
| 2019-2020            | Virtus Verona        | C                    | 14         | 1          | CI-C            | 1               | 0               | -                  | -                  | -                  | -           | -           | -           | 15     | 1      |
| 2020-2021            | Virtus Verona        | C                    | 11+2       | 1          |                 | -               | -               | -                  | -                  | -                  | -           | -           | -           | 13     | 1      |
| gen-giu.2022         | Virtus Verona        | C                    | 9          | 1          | CI-C            | -               | -               | -                  | -                  | -                  | -           | -           | -           | 9      | 1      |
| 2022-2023            | Virtus Verona        | C                    | 30         | 2          | CI-C            | -               | -               | -                  | -                  | -                  | -           | -           | -           | 30     | 2      |
| 2023-2024            | Virtus Verona        | C                    | 29         | 1          | CI-C            | 1               | 0               | -                  | -                  | -                  | -           | -           | -           | 30     | 1      |
| 2024-2025            | Virtus Verona        | C                    | 20+1       | 3          | CI-C            | 1               | 0               | -                  | -                  | -                  | -           | -           | -           | 22     | 23     |
| Totale Virtus Verona | Totale Virtus Verona | Totale Virtus Verona | 128+5      | 12         |                 | 3               | 0               |                    | -                  | -                  |             | -           | -           | 136    | 12     |
| Totale carriera      | Totale carriera      | Totale carriera      | 219+18     | 12+2       |                 | 12              | 0               |                    | -                  | -                  |             | -           | -           | 249    | 14     |